# Stefan Ortega
Stefan Ortega Moreno (sinh ngày 6 tháng 11 năm 1992) là một cầu thủ bóng đá chuyên nghiệp người Đức chơi ở vị trí thủ môn cho câu lạc bộ Manchester City tại Premier League và Đội tuyển bóng đá quốc gia Đức.
Ortega sinh ra tại Hofgeismar, Hesse. Anh có bố là người Tây Ban Nha và mẹ là người Đức.

## Sự nghiệp câu lạc bộ

### Arminia Bielefeld

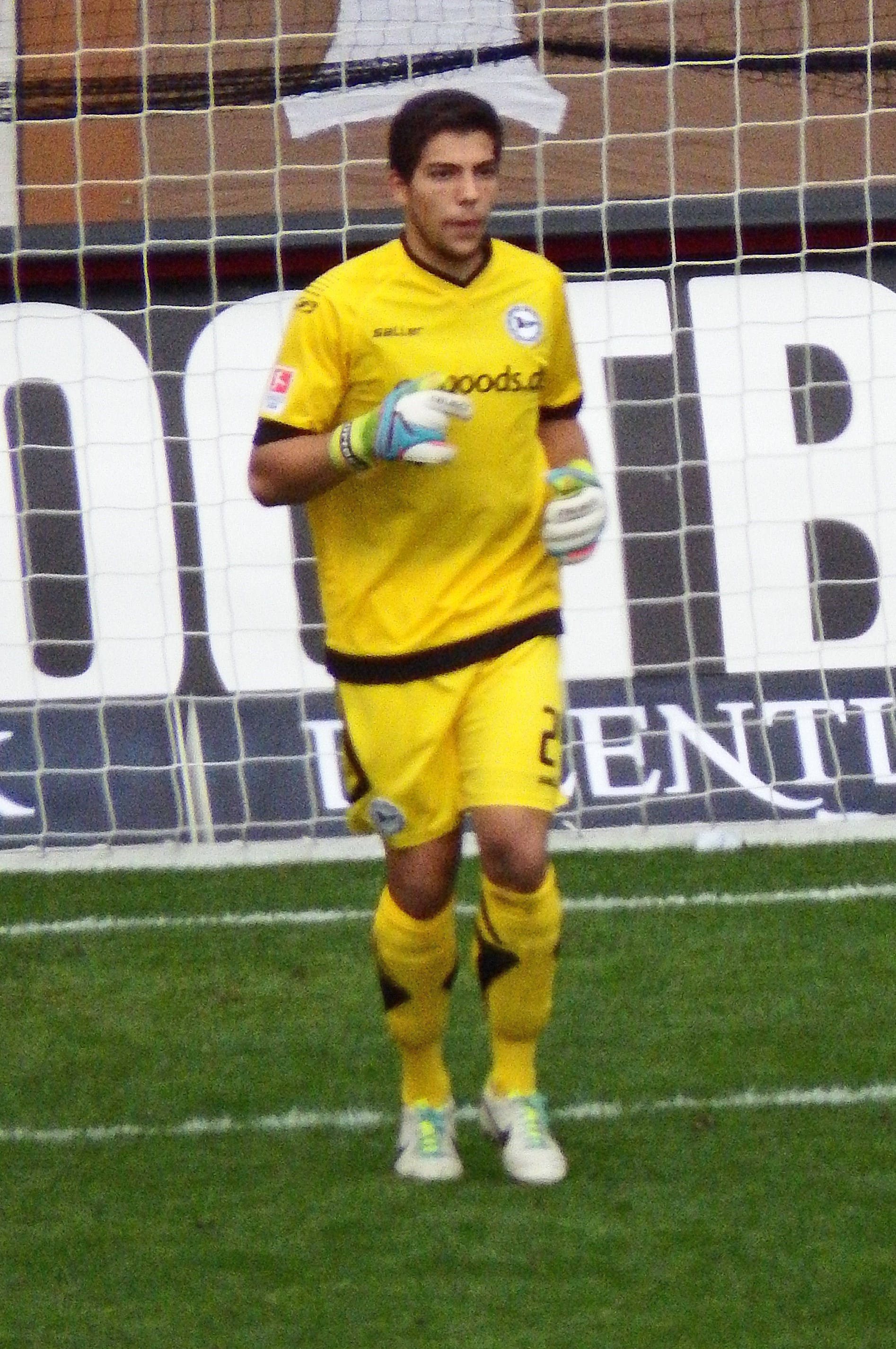
Ortega chơi cho Arminia Bielefeld vào năm 2013

Ortega bắt đầu sự nghiệp tại một câu lạc bộ ở phía bắc Hesse, câu lạc bộ TSV Jahn Calden trước khi anh chuyển tới KSV Baunatal và sau đó là Hessen Kassel. Vào năm 2007, anh chuyển tới câu lạc bộ Arminia Bielefeld và trở thành một phần của đội trẻ. Trong mùa giải 2010–11, anh đã có 6 lần ra sân cho đội 2 thi đấu ở Regionalliga West. Một năm sau đó, anh đã được triệu tập lên đội 1 và có trận ra mắt đội bóng Arminia Bielefeld vào ngày 1 tháng 10 năm 2011 trong trận đấu với 1.FC Heidenheim thay thế cho thủ môn Patrick Platins bị chấn thương. Sau màn trình diễn không tốt của anh trước SC Preußen Münster, Ortega đã để mất vị trí vào tay Patrick Platins, thay vào đó anh thường hay bắt ở Westphalian Cup. Tuy nhiên, anh cùng đội bóng của mình đã giành được tấm vé thăng hạng lên Bundesliga 2 vào cuối mùa giải 2012–13 của Liga 3 và sau đó anh đồng ý gia hạn hợp đồng thêm 2 năm.

### 1860 München

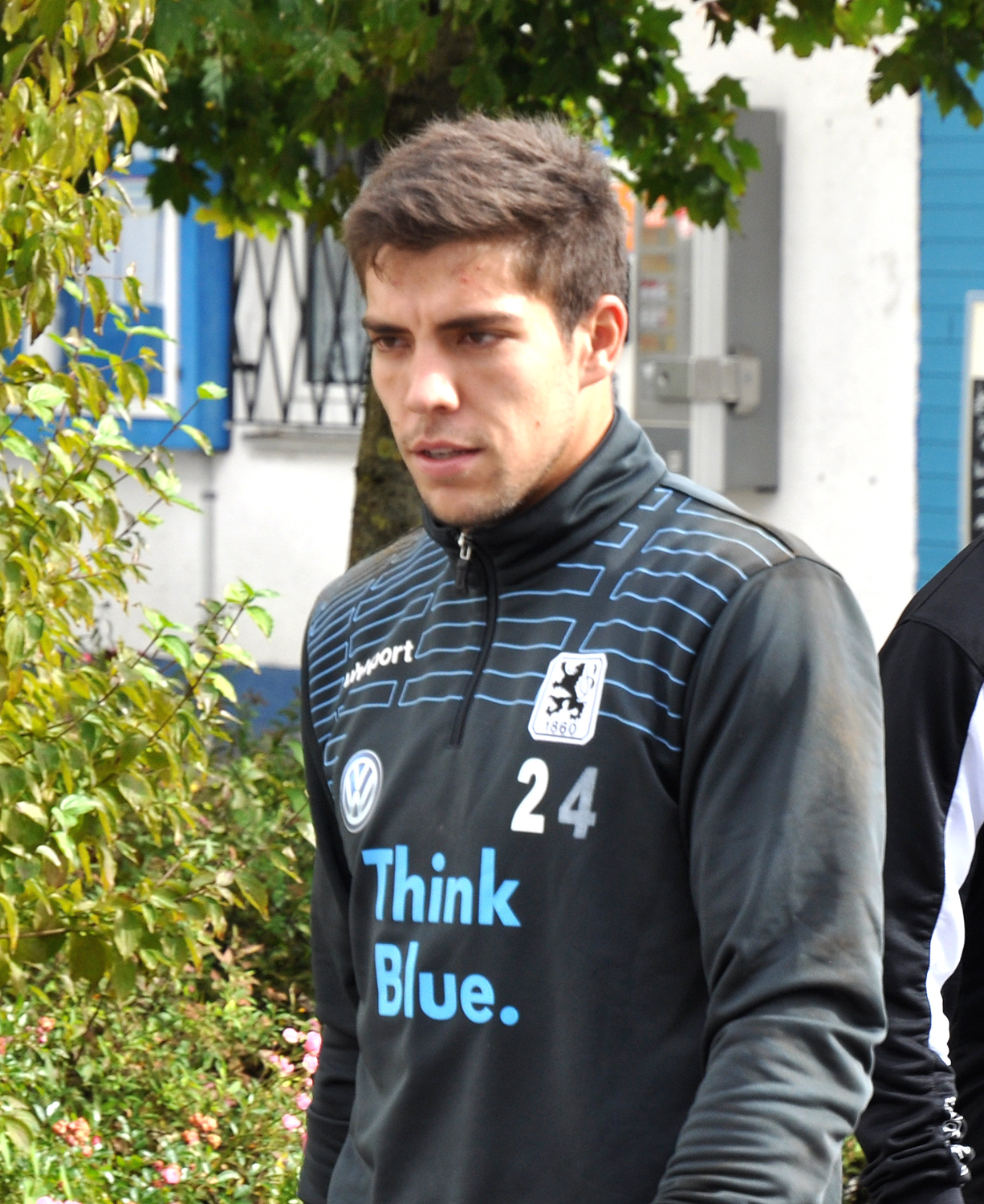
Ortega chơi cho 1860 München vào năm 2014

Vào tháng 6 năm 2014, Ortega gia nhập 1860 München theo dạng chuyển nhượng tự do. Anh có trận ra mắt đội bóng tại vòng 1 của DFB-Pokal vào mùa giải 2014–15 trong chiến thắng 2-1 trước Holstein Kiel. Sau khi Gabór Király rời đội bóng vào năm 2014 để đến Fulham FC, Ortega trở thành thủ môn số 1 của đội bóng khi đó.

### Trở lại Arminia Bielefeld
Sau khi 1860 München bị xuống hạng vào mùa giải 2016–17, Ortega rời câu lạc bộ, anh quay trở lại Arminia Bielefeld và ký một hợp đồng 3 năm với đội bóng, thay thế cho Wolfgang Hesl. Vào tháng 1 năm 2020, trước sự quan tâm của đội bóng Bayer 04 Leverkusen, Ortega đã gia hạn hợp đồng đến tháng 6 năm 2022. Vào năm 2020, anh cùng đội bóng đã thăng hạng lên hạng đấu cao nhất nước Đức Bundesliga. Vào mùa giải đầu tiên của mình tại Bundesliga, câu lạc bộ đã đứng thứ 15 và tránh được việc bị xuống hạng sau khi thắng 2-0 VfB Stuttgart tại vòng đấu cuối cùng. Tạp chí bóng đá Đức "Kicker" đánh giá rằng Ortega là thủ môn xuất sắc thứ hai của giải đấu. Vào mùa giải 2021–22, Arminia Bielefeld bị xuống hạng khi chỉ xếp thứ 17 và Ortega cũng đã rời câu lạc bộ theo dạng tự do.

### Manchester City
Vào ngày 1 tháng 7 năm 2022, Ortega đã đặt bút kí hợp đồng có thời hạn 3 năm với câu lạc bộ đang thi đấu tại Premier League là Manchester City theo dạng chuyển nhượng tự do. Anh bắt đầu mùa giải mới trên băng ghế dự bị trong trận thua 1–3 của Man City trước Liverpool trong trận tranh Siêu cúp Anh vào ngày 30 tháng 7.
Ortega có trận đấu đầu tiên tại vòng bảng UEFA Champions League trong trận đấu với Borussia Dortmund và kết thúc với tỉ số 0–0. Anh cũng chơi trận tiếp theo tại vòng bảng khi đội bóng đối đầu với Sevilla, trận đấu đã kết thúc với thắng lợi 3–1 dành cho Man City. Tại vòng đấu thứ ba ở Carabao Cup trước Chelsea, anh đã thực hiện nhiều pha cứu thua xuất sắc giúp đội bóng dành được chiến thắng 2–0.
Vào ngày 22 tháng 12, anh thi đấu ở vòng bốn Carabao Cup trước Liverpool nhưng lần này Man City đã dành được chiến thắng với tỉ số 3–2.

## Sự nghiệp quốc tế
Vào mùa thu năm 2010, Ortega được gọi vào U-19 Đức, nhưng anh chỉ được ngồi dự bị, không được thi đấu chính thức. Vào ngày 21 tháng 5 năm 2021, anh được cho là dự bị tiềm năng cho Đội tuyển quốc gia Đức tham dự EURO 2020. Anh sẽ được gọi lên tuyển nếu Manuel Neuer, Bernd Leno hoặc Kevin Trapp phải rút lui vì chấn thương. Vào tháng 11 năm 2024, anh được triệu tập lên đội tuyển quốc gia. 

## Thống kê sự nghiệp

### Câu lạc bộ
Tính đến ngày 30 tháng 7 năm 2022
| Câu lạc bộ          | Mùa giải            | Giải đấu            | Giải đấu | Giải đấu | Cúp quốc gia | Cúp quốc gia | Cúp liên đoàn | Cúp liên đoàn | Châu lục | Châu lục | Khác | Khác | Tổng cộng | Tổng cộng |
| Câu lạc bộ          | Mùa giải            | Hạng                | Trận     | Bàn      | Trận         | Bàn          | Trận          | Bàn           | Trận     | Bàn      | Trận | Bàn  | Trận      | Bàn       |
| ------------------- | ------------------- | ------------------- | -------- | -------- | ------------ | ------------ | ------------- | ------------- | -------- | -------- | ---- | ---- | --------- | --------- |
| Arminia Bielefeld   | 2017–18             | Bundesliga 2        | 34       | 0        | 1            | 0            | –             | –             | –        | –        | –    | –    | 35        | 0         |
| Arminia Bielefeld   | 2018–19             | Bundesliga 2        | 31       | 0        | 0            | 0            | –             | –             | –        | –        | –    | –    | 31        | 0         |
| Arminia Bielefeld   | 2019–20             | Bundesliga 2        | 34       | 0        | 2            | 0            | –             | –             | –        | –        | –    | –    | 36        | 0         |
| Arminia Bielefeld   | 2020–21             | Bundesliga          | 34       | 0        | 1            | 0            | –             | –             | –        | –        | –    | –    | 35        | 0         |
| Arminia Bielefeld   | 2021–22             | Bundesliga          | 33       | 0        | 2            | 0            | –             | –             | –        | –        | –    | –    | 35        | 0         |
| Arminia Bielefeld   | Tổng cộng           | Tổng cộng           | 166      | 0        | 6            | 0            | –             | –             | –        | –        | –    | –    | 172       | 0         |
| Manchester City     | 2022–23             | Premier League      | 3        | 0        | 6            | 0            | 3             | 0             | 2        | 0        | 0    | 0    | 14        | 0         |
| Tổng cộng sự nghiệp | Tổng cộng sự nghiệp | Tổng cộng sự nghiệp | 169      | 0        | 12           | 0            | 0             | 0             | 0        | 0        | 0    | 0    | 186       | 0         |

1. ↑  Bao gồm DFB-Pokal và FA Cup

## Danh hiệu

#### Arminia Bielefeld
- Cúp Westphalia: 2011–12, 2012–13
- Bundesliga 2: 2019–20

#### Manchester City
- Premier League: 2022–23, 2023–24
- FA Cup: 2022–23
- FA Community Shield: 2024
- UEFA Champions League: 2022–23[3]
- UEFA Super Cup: 2023
- FIFA Club World Cup: 2023